# نش متروپولیتن

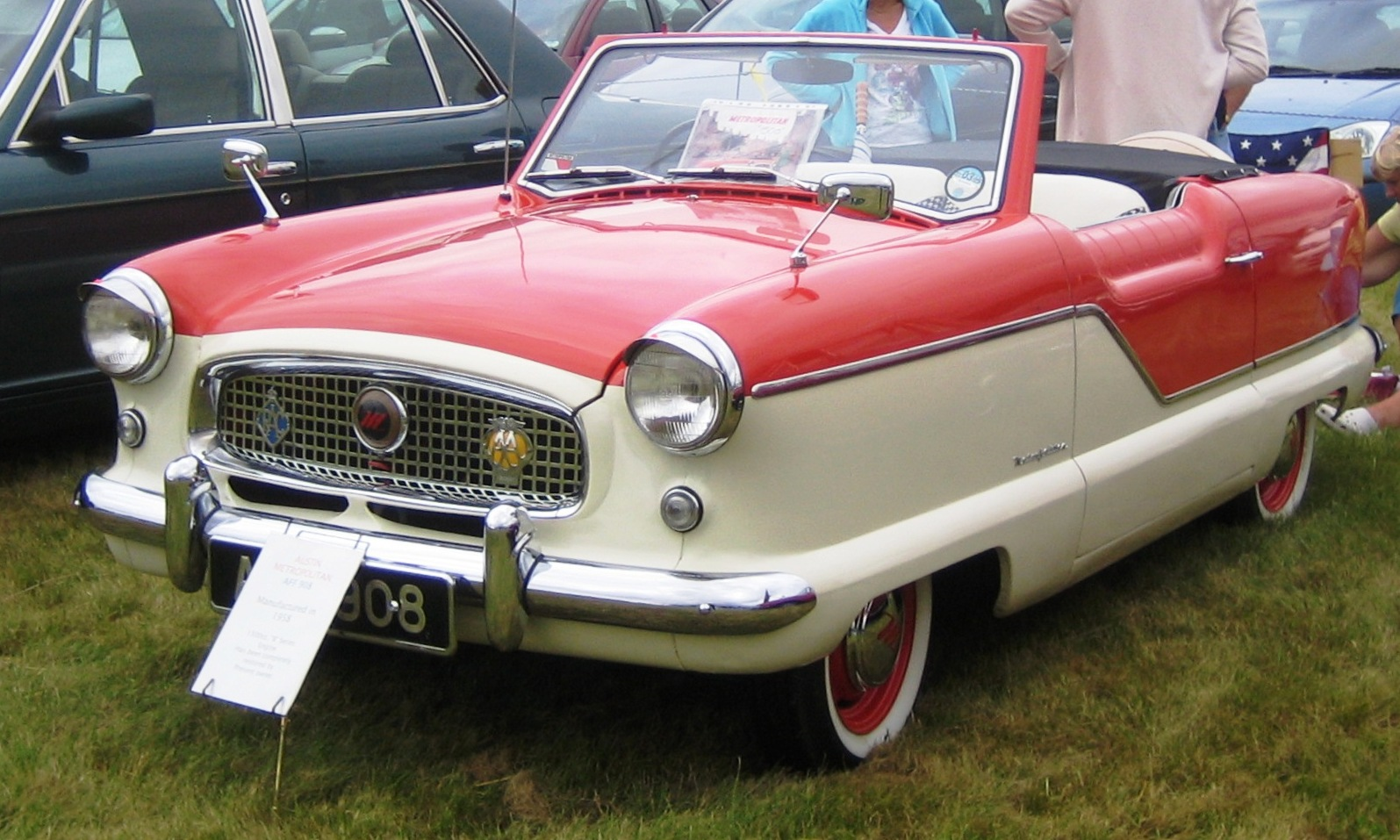
استین متروپولیتن ۱۹۵۹

نش متروپولیتن (Nash Metropolitan) خودرویی است که در سال‌های ۱۹۵۳ تا ۱۹۶۱در بیرمنگام و انگلند تولید شده‌است. طراحی آن خودروهای موتور جلو-محور عقب بوده طول آن در حالت طبیعی ۱۴۹٫۵ اینچ (۳٬۸۰۰ میلیمتر)، عرض آن در حالت طبیعی ۶۱٫۵ اینچ (۱٬۵۶۰ میلیمتر) و ارتفاع آن در حالت طبیعی ۵۴٫۵ اینچ (۱٬۳۸۰ میلیمتر) و وزن آن در حالت طبیعی ۱٬۷۸۵ پوند (۸۱۰ کیلوگرم) است. سیستم جعبه‌دندهٔ آن ۳ دنده به صورت دستی است.